# Frida
Frida (en Hispanoamérica: Frida, matices de una pasión) es un largometraje dirigido por Julie Taymor y estrenado de la mano de Miramax Films. Está basado en el libro de Hayden Herrera, sobre la vida de la famosa pintora mexicana Frida Kahlo. Salma Hayek protagonizó y produjo la película con su compañía VentanaRosa en asociación de Lions Gate Films. Fue nominada a seis Premios Óscar ganando dos: Mejor maquillaje y Mejor banda sonora.

## Argumento
Relata la tormentosa y excitante vida de Frida Kahlo, una mujer fuerte, radical y revolucionaria en todos los aspectos de la vida, y su lucha para arrancar a esa vida todo el disfrute que se le quería arrebatar. 
En esta narración sobre una pintora y mujer extraordinaria empeñada en ser leal a sí misma, nos adentramos también en la larga y complicada relación con su marido y también pintor Diego Rivera, su controvertido amor con el revolucionario León Trotski, pasando por sus numerosas amantes, la historia de su familia, y también encontramos un guiño a su amistad con Chavela Vargas. 
Se nos muestra qué momentos e impresiones de su vida quedan reflejadas en sus obras, acercándonos a la mente y corazón de una artista «ácida y tierna. Dura como el acero, y fina como las alas de una mariposa. Adorable como una sonrisa, y cruel como la amargura de la vida».

## Reparto
- Salma Hayek como Frida Kahlo.
- Alfred Molina como Diego Rivera.
- Geoffrey Rush como León Trotski.
- Ashley Judd como Tina Modotti.
- Mía Maestro como Cristina Kahlo.
- Roger Rees como Guillermo Kahlo.
- Diego Luna como Alejandro Gómez Arias.
- Edward Norton como Nelson Rockefeller.
- Antonio Banderas como David Alfaro Siqueiros.
- Margarita Sanz como Natalia Sedova Trotski.
- Patricia Reyes Spíndola como Matilde Calderón.
- Valeria Golino como Guadalupe Marín.
- Lila Downs como cantante.
- Chavela Vargas como "La Pelona".
- Julian Sedgwick como reportero de Nueva York.
- Alejandra Bogue como invitada a la boda.
- Didi Conn como mesera.

## Banda sonora
La banda sonora a cargo de Elliot Goldenthal quien acompañó en canto a Lila Downs y Caetano Veloso, con gustos musicales de Frida Kahlo y Diego Rivera. 
- Lila Downs
- Los Cojolites
- Chavela Vargas
- El poder del Norte
- Trío huasteco caminantes de Tamuin
- Caetano Veloso
- Trío Marimberos
- Salma Hayek/Los vega
- Liberación/Miguel Galindo/Alejandro Marehuala/Gerardo García

## Premios

### Oscar 2002
| Año  | Categoría                 | Película                                | Resultado  |
| ---- | ------------------------- | --------------------------------------- | ---------- |
| 2002 | Mejor Actriz              | Salma Hayek                             | Candidata  |
| 2002 | Mejor Dirección Artística | Felipe Fernández del Paso Hania Robledo | Candidatos |
| 2002 | Mejor Diseño de Vestuario | Julie Weiss                             | Candidata  |
| 2002 | Mejor Canción             | Julie Taymor Elliot Goldenthal          | Candidatos |
| 2002 | Mejor Banda Sonora        | Elliot Goldenthal                       | Ganador    |
| 2002 | Mejor Maquillaje          | John E. Jackson Beatrice De Alba        | Ganador    |

### Globo de Oro 2002
| Año  | Categoría          | Película          | Resultado |
| ---- | ------------------ | ----------------- | --------- |
| 2002 | Mejor Actriz       | Salma Hayek       | Candidata |
| 2002 | Mejor Banda Sonora | Elliot Goldenthal | Ganador   |

### BAFTA 2002
| Año  | Categoría                     | Película                                             | Resultado |
| ---- | ----------------------------- | ---------------------------------------------------- | --------- |
| 2002 | Mejor Actriz                  | Salma Hayek                                          | Candidata |
| 2002 | Mejor Actor de Reparto        | Alfred Molina                                        | Candidato |
| 2002 | Mejor Diseño de Vestuario     | Julie Weiss                                          | Candidata |
| 2002 | Mejor Maquillaje y Peluquería | Judy Chin Beatrice de Alba John Jackson Regina Reyes | Ganadores |

### Premios del Sindicato de Actores 2002
| Año  | Categoría              | Película      | Resultado |
| ---- | ---------------------- | ------------- | --------- |
| 2002 | Mejor Actriz           | Salma Hayek   | Candidata |
| 2002 | Mejor Actor de Reparto | Alfred Molina | Candidato |